# Fernando Zamora Salinas
Fernando Zamora Salinas (¿? – 1926) fue un pintor y fotógrafo costarricense, de importante renombre durante el siglo XIX al ser uno de los pioneros de la fotografía en Costa Rica. Su obra más importante es el Álbum de Vistas de Costa Rica, publicado en 1909.

## Obra
Fue discípulo del fotógrafo estadounidense Harrison Nathaniel Rudd. La mayoría de sus obras son fotografías de paisajes, así como de zonas urbanas y comerciales.